# Eremo di San Michele Arcangelo (Formia)
L'eremo di San Michele Arcangelo è una piccola chiesa situata alle pendici di monte Altino, che appartiene alla catena dei monti Aurunci, a 1220 m s.l.m., nel territorio di Maranola, frazione di Formia (LT).
Incastonato nella roccia, si trova lungo il sentiero che da Sella Sola conduce fino alla cima del Redentore, su un costone a strapiombo.

## Storia
Il santuario rupestre, dedicato a san Michele Arcangelo, risale all'830, difatti viene menzionato nel Codex diplomaticus cajetanus. Tuttavia, la facciata di pietre, che chiude una cavità naturale, fu ricostruita in stile neogotico alla fine del XIX secolo, nel 1893, quando salì sul monte Altino, in visita pastorale, l'arcivescovo Francesco Niola. Questi indicò l'interno dell'antro come sede ideale per la nuova costruzione, in modo tale da evitare i danni riportati dalla precedente chiesa, causati dalle acque di dilavamento, dalla caduta di rocce e porzioni di ghiaccio.
Il nuovo progetto fu redatto dall'ingegnere Silvio Forte di Trivio. La roccia fu squadrata per formare l'ambiente della Chiesa e si ottenne uno spazio lungo dodici metri, largo dieci e alto sette. Sulla parete di fondo, opposta a quella d'entrata, una nicchia, scavata anch'essa nella roccia, ospita la statua di San Michele.

## Descrizione
La facciata, rivolta ad occidente e con ai lati due volumi aggettanti, al centro ha una porta d'ingresso archiacuta, sormontata da un rosone aperto per dare luce all'interno della chiesa. Sull'arco della porta, accanto alla scritta "Angelorum Principi", sono riportate le date dell'830, anno della fondazione del vecchio cenobio, e del 5 agosto 1895, giorno di inaugurazione del nuovo Santuario. Queste date sono riportate anche su una lapide collocata all'interno della chiesa. Sia il rosone che le altre aperture della facciata erano chiuse da vetrate policrome, ora andate perse.
Con la costruzione del nuovo santuario, fu anche aperta una nuova strada d'accesso, da dove fu realizzato il nuovo itinerario, mentre il vecchio percorso di san Michele, molto più disagevole, fu così abbandonato.
L'area è molto ricca di acque sorgive, che percolano un po' dappertutto proprio dalla volta rocciosa. Le pareti interne della chiesa stessa fungono da fonte e l'acqua freddissima viene raccolta in alcune vasche in muratura. All'esterno ne è presente una di dimensioni contenute prima del santuario ed un'altra più grande in fondo, utilizzata dal bestiame.

## Il racconto popolare
La posizione della cappella ricavata all'interno di una grotta proprio alle pendici della montagna, è legata ad un antico racconto popolare, secondo il quale fu la statua stessa del santo ad indicare il luogo in cui voleva essere venerata. Originariamente posta in una grotta lungo il litorale di Gianola (frazione di Formia), pare che la statua, offesa dal linguaggio poco cristiano dei marinai dell'epoca, se ne fosse andata su monte Sant'Angelo, nel territorio di Spigno Saturnia. Anche dalla nuova posizione, a 1252 m s.l.m. di quota, su una parete rocciosa rivolta al mare, poteva vedere i marinai, per cui avrebbe deciso di spostarsi su Monte Altino, in una cavità della roccia rivolta ad Occidente.
Gli abitanti di Spigno cercarono più volte di riportarla nel loro territorio, ma miracolosamente la statua ritornava sempre nell'attuale postazione, nel territorio di Maranola. Si costruì allora la piccola cappella in onore di San Michele Arcangelo.

## La processione e la statua del santo
Da quel momento, tutti gli anni la domenica successiva al 13 giugno e la domenica che precede il 29 settembre si compie la scalata di San Michele: durante una solenne processione, gli uomini devoti di Maranola trasportano a braccia la statua del santo per i tortuosi sentieri del monte.
 L'effigie, secondo la tradizione, risale all'epoca romana. È invece certo che nel 1888 subì un considerevole restauro ad opera dello scultore Giuseppe Blasetti, allievo dello scultore Lodzja Brozsky. Modellata in peperino, è alta novantaquattro centimetri con una base quadrata di quarantadue centimetri di lato. Raffigura l'arcangelo come un guerriero vestito con una tunica; con il braccio sinistro sostiene un mantello mentre con il destro sottomette il Diavolo posto ai suoi piedi. La fattura generale dell'opera sembra contraddire la presunta origine romana e fa propendere verso una sua datazione al Cinquecento o all'epoca barocca. Tale ipotesi è avvalorata anche dalle iniziali scolpite sulla statua, "P. F.", attribuite allo scultore di scuola romana Pompeo Ferrucci, vissuto tra il 1566 ed il 1637. Alcune opere di questo artista sembrano avere uno stile vicino alla statua di san Michele, come la Madonna col Bimbo nel convento delle Maestre Pie, in via delle Botteghe Oscure a Roma, e la Madonna posta all'ingresso principale del palazzo del Quirinale.
 Dopo essere rimasta in montagna per tutta l'estate a proteggere l'attività dei pastori, dall'alto della vetta dirupata, la domenica che precede il 29 settembre, festa di san Michele, un altro corteo di fedeli la riporta a valle, dove viene custodita e venerata nella chiesa dell'Annunziata.
 Il culto dell'arcangelo Michele accomuna i Monti Aurunci con il Gargano, dov'è un suo famoso santuario, ed altri massicci del Centro Sud.

## Il percorso
Il sentiero da percorrere per giungere all'eremo non presenta particolari difficoltà ed è anzi adatto alle famiglie, data la buona tenuta e l'agevolezza del camminamento. Lungo 7,3 km, il tragitto si compie in un'ora e 30 minuti, mentre è sconsigliato in piena estate per via della totale esposizione al sole.